# 千坂智次郎
千坂 智次郎（ちさか ちじろう、1868年3月8日（慶応4年2月15日）- 1936年（昭和11年）2月23日）は、日本の海軍軍人。最終階級は海軍中将。

## 経歴
米沢藩士・千坂高雅の二男として生まれる。米沢中学校、攻玉社を経て、明治20年（1887年）7月に海軍兵学校（14期）を卒業し、同22年（1889年）9月に海軍少尉任官。練習艦「館山」分隊長などを経て、日清戦争では「扶桑」分隊長として出征した。
練習艦「満珠」航海長、「高雄」航海長、「須磨」航海長、皇族（有栖川宮威仁親王）付武官、「松島」航海長、「八雲」回航委員、同航海長、「夕霧」艦長などを歴任。日露戦争には「初瀬」航海長として出征したが、明治37年（1904年）5月に乗艦が触雷により沈没した。その後、佐世保鎮守府参謀、「出雲」副長、「磐城」艦長、「大和」艦長などを勤めた。
明治40年（1907年）12月、東宮武官となり、「津軽」艦長、「生駒」艦長、「八雲」艦長、舞鶴鎮守府参謀長を経て、大正2年（1913年）12月、海軍少将に進級。佐世保水雷戦隊司令官、佐世保鎮守府参謀長、練習艦隊司令官、教育本部第1部長、第2戦隊司令官などを歴任し、大正6年（1917年）12月に海軍中将となった。さらに馬公要港部司令官、第2遣外艦隊司令官、鎮海要港部司令官、海兵校長、将官会議議員を経て、大正12年（1923年）7月、予備役に編入された。米沢海軍武官会会員。

## 栄典
位階
- 1891年（明治24年）12月14日 - 正八位[1]
- 1894年（明治27年）2月28日 - 従七位[2]
- 1896年（明治29年）12月21日 - 正七位[3]
- 1898年（明治31年）10月31日 - 従六位[4]
- 1903年（明治36年）12月25日 - 正六位[5]
- 1908年（明治41年）12月11日 - 従五位[6]
- 1914年（大正3年）1月30日 - 正五位[7]
- 1917年（大正6年）12月28日 - 従四位[8]
- 1923年（大正12年）
  - 2月10日 - 正四位[9]
  - 7月19日 - 従三位[10]

勲章
- 1895年（明治28年）11月18日 - 勲六等瑞宝章・功五級金鵄勲章[11]・明治二十七八年従軍記章[12]
- 1900年（明治33年）11月30日 - 勲五等瑞宝章[13]
- 1902年（明治35年）5月10日 - 明治三十三年従軍記章[14]
- 1904年（明治37年）5月27日 - 勲四等瑞宝章[15]
- 1906年（明治39年）4月1日 - 功四級金鵄勲章・勲三等旭日中綬章・明治三十七八年従軍記章[16]
- 1915年（大正4年）
  - 11月1日 - 勲二等瑞宝章[17]
  - 11月7日 - 旭日重光章[18]
- 1920年（大正9年）11月1日 - 勲一等旭日大綬章[19]・戦捷記章[20]

## 親族
- 妻・千坂文子（山崎直胤（山梨県知事・三重県知事・宮内省調度局長を歴任）の二女）
- 弟・千坂洋三郎（陸軍中佐）
- 姉・千坂光子
- 娘・美代子は大倉喜八郎の孫・大倉彦一郎に､千恵子はアポロインターナショナル社長・ヤナセ取締役の藤田稔に嫁ぐ[21]。